# 丸山雪野
丸山 雪野（まるやま ゆきの、2月5日 - ）は、日本の女性声優。プロダクション・エース所属。埼玉県出身。

## 人物
プロダクション・エース演技研究所出身。
趣味・特技は美術展めぐり。
取得資格は英語検定準2級　弓道弐段。

## 出演
太字はメインキャラクター。

### OVA
- 世界一初恋〜小野寺律の場合5〜（2011年、女編集者[2]）※プレミアムアニメDVD付き限定版に収録

### ゲーム
- Starry☆Sky〜After Summer〜（2011年、金久保綾子）[3]
- Dead Island（2011年、ジン）
- コール オブ デューティ ゴースト（2013年[4][5]）
- レインボーシックスシージ（アッシュ）

### 吹き替え

#### 映画
- イップ 翼をもった女の子
- イップ・マン 誕生（チャン・ウィンセン）
- 俺たちサボテン・アミーゴ（ソニア〈ジェネシス・ロドリゲス〉）
- かえるくんとマックス（母）
- キャピタリズム〜マネーは踊る〜（エリザベス）
- クイーンギャング 怒りのリベンジ・ライド（トリガー〈ポリアナ・マッキントッシュ〉）
- クリフハンガー（クリステル〈キャロライン・グッドール〉）※BSジャパン版
- サーフィン ドッグ
- 最強サイボーグX（スピアーズ中尉〈イヴ・マウロ〉）
- 388（エイミー）
- ジェイン・オースティン 秘められた恋
- 邪神バスターズ（スージー）
- スターハンター（リリー）
- セレブ・ウォーズ 〜ニューヨークの恋に勝つルール〜（エレノア・ジョンソン〈ジリアン・アンダーソン〉）
- タワーリング・インフェルノ ※BSジャパン版
- トランスモーファーリターンズ（ジョー）
- ネバー・サレンダー 肉弾突撃
- ハンガー・ゲーム（グリマー）
- ファイナル・デッドブリッジ（受付嬢）
- ボルテージMAX（ママ）
- モーターシティ（フォクシー、No.2）
- ラスト・クライム 華麗なる復讐（キャロリーヌ〈リーム・ケリシ〉）
- ロビン・フッド

#### ドラマ
- アウトランダー（ゲイリス・ダンカン〈ロッテ・ファービーク〉）
- 倚天屠龍記
- ウォーキング・デッド（アンドレア）
- 華麗なる遺産〜燦爛人生〜（リン・マンイ）
- 救命医ハンク セレブ診療ファイル シーズン2、3
- クリミナル・マインド7 FBI行動分析課
- ゴースト 〜天国からのささやき4（タミー[注 1][6]）
- コールドケース6
- コバート・アフェア CIA諜報員アニー（ライザ・ハーン、クロエ、ケイティア）
- CSI:9 科学捜査班（ミンク）
- CSI:11 科学捜査班
- CSI:ニューヨーク5
- CSI:ニューヨーク6（ジャッキー）
- CSI:ニューヨーク7（アビゲイル）
- CSI:ニューヨーク8（ケリー[注 2][7]、2011年）
- ジーク アンド ルーサー
- スーパーナチュラル（グウェン・キャンベル）
- ゾウズ・フー・キル 殺意の深層
- Dr.HOUSE シーズン4、5（アンバー）
- バーン・ノーティス 元スパイの逆襲（ターニャ）
- HAWAII FIVE-0
- THE BRIDGE/ブリッジ（ソニア / フェリシア[注 3][8]、2011年）
- ブルーブラッド シーズン2
- ホワイトチャペル3 終わりなき殺意
- ミディアム 霊能者アリソン・デュボア（ケイト）
- リゾーリ&アイルズ ヒロインたちの捜査線

### ボイスオーバー
- クリエイティブメモリーズ
- スマートトラベル